# Luis Trochón
Luis Trochón (Montevideo, 24 de noviembre de 1956-Ib., 3 de marzo de 2020) fue un músico, docente, compositor e intérprete uruguayo, reconocido por su labor como director escénico, por ser el autor de numerosas piezas musicales para teatro y por haber integrado el grupo Los que iban cantando.

## Trayectoria
En 1975 formó parte del grupo Euterpe (Pro-Art), junto a Tabaré Rivero , Daniel Maggiolo , Ana Solari y Rudy Mentario.
En 1977 participó de la creación del grupo musical Los que Iban Cantando, junto a Jorge Lazaroff, Jorge Bonaldi y Jorge Di Pólito. El mismo jugó junto a otros grupos de la época, un papel importante de resistencia cultural a la dictadura cívico-militar uruguaya.
En 1978 comenzó su trabajo como docente de música popular en las ramas guitarra, canto y composición, así como música y comedia musical. En 1983 creó y cofundó el Taller Uruguayo de Música Popular (TUMP).
En 2001 fundó y dirigió la Escuela de Comedia Musical, primera institución privada en Uruguay dedicada a la formación integral de intérpretes en las áreas de actuación, canto y danza. Que en 2017, por ampliación de su oferta pedagógica, la institución cambió su denominación por Escuela de Acción Artística Luis Trochón, hasta el día de hoy.
Falleció en Montevideo a los sesenta y tres años el 3 de marzo de 2020 a causa de un cáncer.

## Labor como director
- “Pelota al medio” (sobre canciones de Jorge Lazaroff, Teatro del Notariado, 1990)
- “Un bolero, por favor” (Teatro del Notariado y Pub “Treinta y Pico”, 1990-1991)
- “Los últimos días de Johnny Weissmuller” (Teatro del Notariado, 1991)
- "Troupe Ateniense / ¿Estás ahí, Montevideo?" (Teatro Solís —con la Orquesta Filarmónica de Montevideo—, Teatro El Galpón, Teatro de Verano, 1992)
- "Troupe Ateniense / La verdá que sí" (Estadio Centenario, 1993)
- "Todos somos Gardel" (Palacio Peñarol, Teatro del Círculo, 1995-1996)
- "Troupe Ateniense / La Troupe en el corazón" (Teatro del Círculo, 1999)
- “Ópera Negra” (Sala Zitarrosa, 2000)
- “El mundo está loco de Candombe” (Sala Zitarrosa, 2001)
- “Chicago” (Sala Teatro Moviecenter, 2004-2005)
- “West Side Story” (Teatro Comedia, 2006)
- "Mucha Mujer" (Teatro Comedia, 2016)

## Puestas en escena de espectáculos
- "Agarrate Catalina" (2010)
- "Jorge Bonaldi para niños/ Sala Verdi" (1991)
- Murga "Curtidores de Hongos" (1995)
- Murga "Don Timoteo" (1996)
- Murga "La Gran Muñeca" (1997)
- "Por amor al arte" (1998)
- "La bandita del saludo" (para niños, 1998-99)
- Revista "Milenio" (1999)
- Murga "La Divina Comedia" (1999)
- Humoristas "Los Carlitos" (1.er. Premio en el Carnaval de 1999)
- "El gran Candidato" (con Bananita González, 1999)
- Comparsa de Negros y Lubolos "Yambo Kenia" (1.er Premio Carnaval 2000)
- Revista "Milenio" (1.er. Premio Carnaval 2000)
- Humoristas "Los Carlitos" (1.er. Premio Carnaval 2000)
- Murga "Araca la Cana" (2000)
- "Maxineo y Paolieta" (para niños, Teatro del Círculo, 2000)
- Comparsa “Yambo Kenia” (1.er. Premio Carnaval 2001)
- Humoristas “Los Carlitos” (2.º. Premio Carnaval 2001)
- Revista “Milenio” (2.º. Premio Carnaval 2001)
- Parodistas “Nazarenos” (Carnaval 2001)
- Murga “Araca la Cana” (Carnaval 2001)
- “Canciones para barrer la mufa” (Bonaldi-Ducret; Sala Zitarrosa, 2001)
- Comparsa “Yambo Kenia” (1.er. Premio Carnaval 2002)
- Comparsa “Yambo Kenia” (2003)
- Murga “Momolandia” (2004)
- Murga “Colombina Ché” (2006)
- Comparsa “Yambo Kenia” (1.er Premio Carnaval 2006; Elegido “Mejor Espectáculo del Carnaval 2006”)
- Comparsa “Yambo Kenia” (1.er. Premio Carnaval 2007).

## Discografía

### Solista
- Barbucha (Ayuí / Tacuabé a/e21. 1979)
- De canto, puño y letra (Ayuí / Tacuabé a/e41. 1983)
- Movimiento (Ayuí / Tacuabé a/m27k. 1985)
- Las vueltas de los sueños (Ayuí / Tacuabé a/e51k. 1986)

### Con Los que Iban Cantando
- Ver discografía de Los que Iban Cantando.

### Reediciones
- Averiguaciones / De canto, puño y letra (disco que contenía un álbum de Jorge Bonaldi y una reedición de Trochón. pd 2008. 1999)